# Matraque
La matraque, arme traditionnelle des policiers, est un bâton généralement moins long qu'un bras, fait de bois, de caoutchouc, de métal ou de plastique.

## Histoire

### Canada
Plusieurs manifestations ou émeutes marquantes dans l'histoire du Québec ont été réprimées au moyen de la matraque, dont notamment le samedi de la matraque (manifestation de 1964 contre la monarchie) et le lundi de la matraque (manifestation de 1968 contre la participation du premier ministre canadien à la Fête nationale du Québec).
Selon le Code de déontologie des policiers du Québec, « le policier ne doit pas avoir recours à une force plus grande que celle nécessaire pour accomplir ce qui lui est enjoint ou permis de faire (art. 6 alinéa 1). De plus, l’article 11 du Code dicte que le policier doit utiliser une arme et toute autre pièce d’équipement avec prudence et discernement ».
Ces règles ont été adoptées après l'entrée en vigueur de la Charte des droits et libertés de la personne en 1976 et de la Charte canadienne des droits et libertés en 1982. Avant l'entrée en vigueur de ces chartes, il y avait peu de règles concernant l'usage de la force par les policiers, et ceux-ci avaient une discrétion importante quant à l'usage de la force et ils employaient plus souvent la matraque.

### France
En France, avant la matraque en caoutchouc, les agents de la circulation disposaient d'un bâton blanc institué en 1897 par le préfet Lépine et pouvant faire office de matraque tandis que les compagnies d'intervention à Paris utilisaient dans les années 1950 le bidule, matraque en bois longue (souvent en acacia et d'une longueur de près d'un mètre). Le décret n° 2000-276 du 24 mars 2000 relatif à l'armement des agents de police municipale autorise ceux-ci à porter des matraques de type « bâton de défense » ou « tonfa » ; en revanche, les matraques télescopiques sont interdites, le décret de 2000 interdisant à la police municipale le port d'armes dissimulées, mais ont été autorisées en 2013.

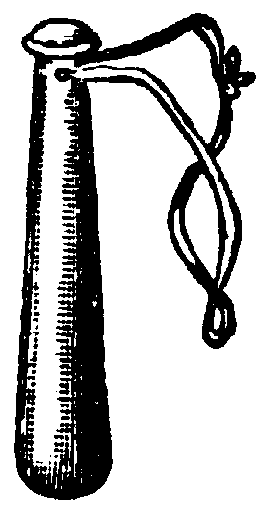
Matraque de bois.
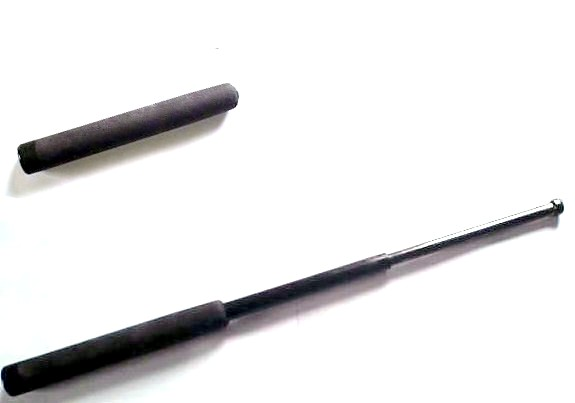
Matraque télescopique.
Confrontation durant la grève des dockers de la côte ouest des États-Unis de 1934 (en).

### Royaume-Uni
Jusqu'au début des années 1990, les policiers anglais (bobbies) utilisaient des matraques en bois, qu'ils remplacèrent par des matraques télescopiques.[réf. nécessaire]

## Divers
Le terme vient de l'arabe : مِطْرَقَة, prononcé "Matrag, qui est un art martial arabe découvert par les colons français au début du XIXe siècle. Ce sport a pour origine les entraînements des anciens guerriers arabe remontant au moins à l'époque antique. Il est toujours pratiqué en milieu rural notamment dans l'Ouest de l'Algérie où il se pratique avec des bâtons de bois sélectionnés, remplaçant utilement les épées.
On retrouve l'utilisation de matraques sur les différents continents, l'une des plus célèbres se situant sur le continent africain. Cela est sans doute lié à la présence d'essence de bois se prêtant typiquement à la confection de cette arme comme l'acajou. Ainsi la « matraque de Kinshasa » connut une renommée à la fin du XIXe siècle mais l'invention est aujourd'hui contestée par son voisin ivoirien, cela étant argumenté par l'exploitation de ressources naturelles telles que le bois dans ce pays.
Ainsi, pour se démarquer de leurs voisins congolais, les habitants ivoiriens évoquent plutôt le « gourdin d'Abidjan » ou encore « le piolet de Bouaké. »